# テゲア

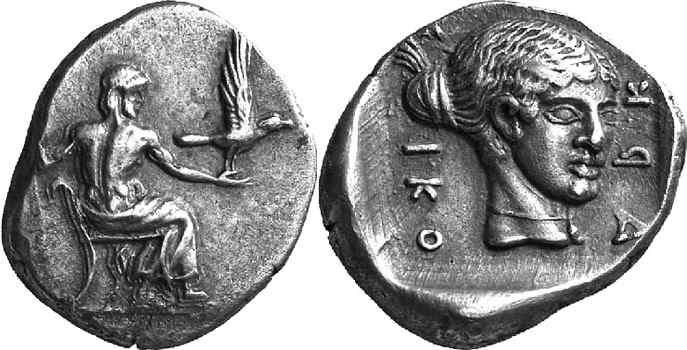
前5世紀頃のテゲアのヘミドラクマ銀貨。ゼウス・リュカイオスとカリスト像が描かれている。

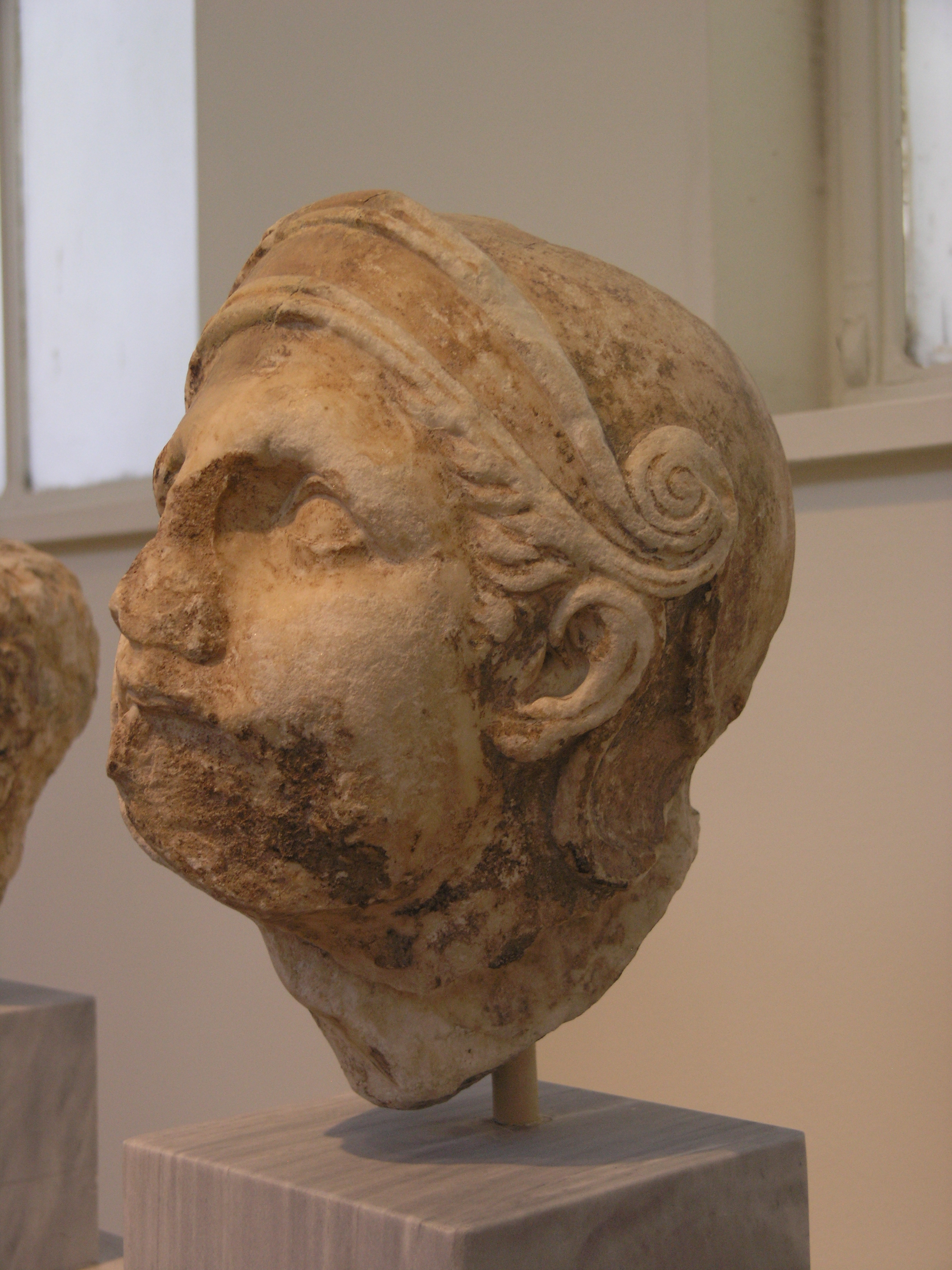
アテナ・アレア神殿跡で発見されたスコパスが制作した戦士像頭部。トロイア戦争を描いた西のペディメントから。350年頃から330年頃。アテネ国立考古学博物館所蔵。

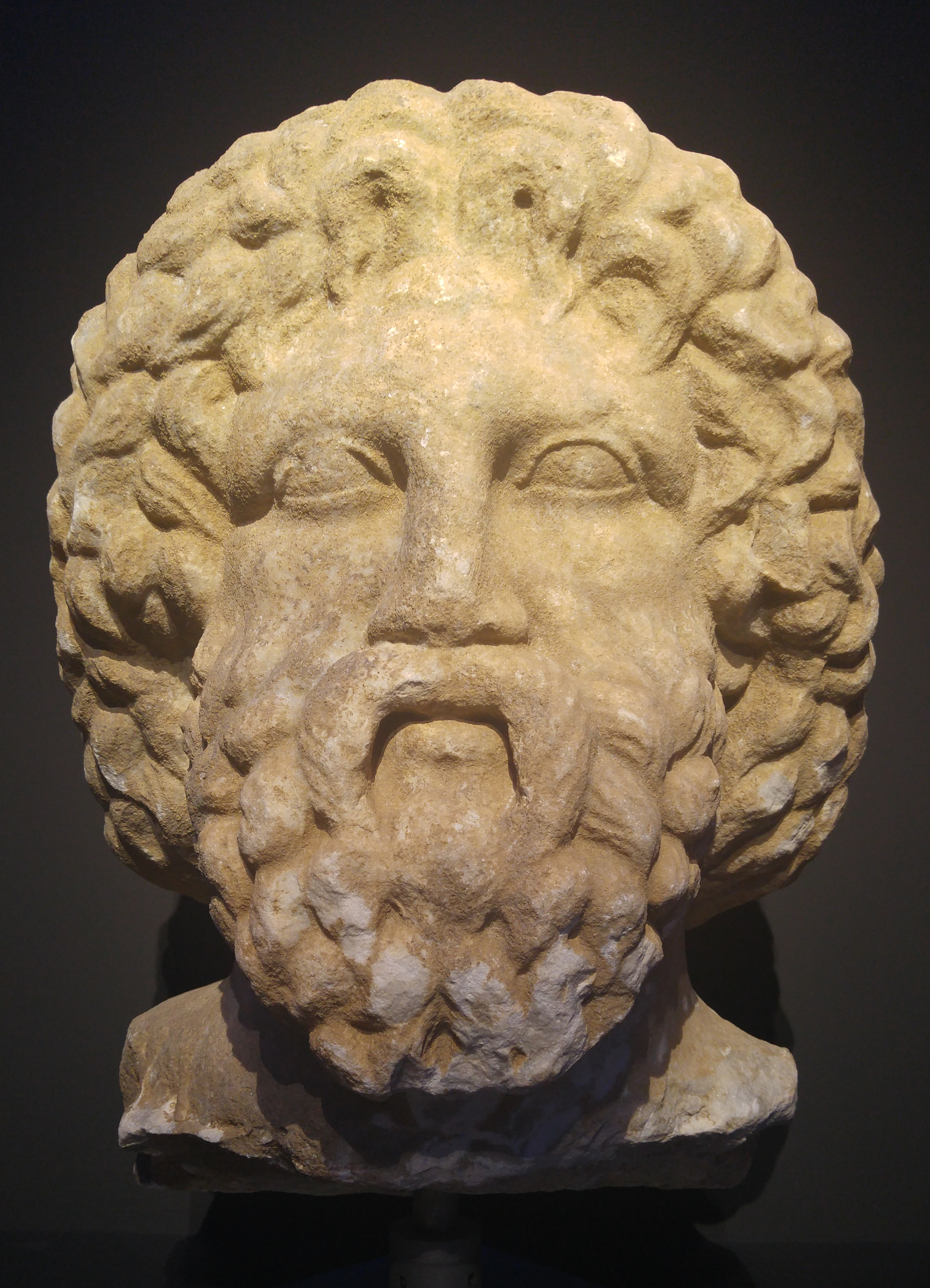
エピスコピから出土した医術の神アスクレピオス像の頭部。ローマ時代。テゲア考古学博物館所蔵。

テゲア（古希: Τεγέα, Tegeā, イオニア方言Τεγέη, Tegeē）は、古代アルカディア地方のポリス（都市国家）であり、ギリシャのペロポネソス半島のアルカディア県の旧自治体である。 2011年の地方自治体改革以降はトリポリ市の一部となっており、アレア（Alea）とエピスコピ（Episkopi）の近代的な村の近くに位置している。

## 歴史
テゲアは現在のトリポリの南東に位置する古代アルカディアの最も古く強力な都市の1つだった。テゲアティス（Τεγεᾶτις）と呼ばれるその領土は、パルテニオン山によって分断された東のキュヌリアとアルゴリス地方、南はラコニア地方、西と北は同じアルカディア地方のマイナリアとマンティネイアに接していた。

### 神話時代
テゲアの伝説的な創建者は神話的なアルカディア王リュカオンの息子テゲアテスである。都市とテゲア人の名はテゲアテスに由来し、もともと8つ、のちに9つのデモイまたは町に分かれて住んでいたと言われている。アルカイック期、テゲアの基礎となったこれらのデモイは集住して1つの都市国家を形成した。この都市国家としてのテゲアを創建したのが英雄テレポスの祖父にあたるアレオス王であった。パウサニアスによるとこれらの9つの町は次のとおりである。
- ガレアタイ（Γαρεᾶται, Gareātai）
- ピュラケイス（Φυλακεῖς, Pylaceis）
- カリュアタイ（Καρυᾶται, Caryātai）
- コリュテイス（Κορυθεῖς, Corytheis）
- ポタキダイ（Πωταχίδαι, Pōtachidai）
- オイアタイ（Οἰᾶται, Oiātai）
- マンテュレイス（Μανθυρεῖς, Manthȳreis）
- エケウエテイス（Εχευήθεἱς, Echeuētheis）
- アペイダス王の治世に加わった9番目のアペイダンテス（Ἀφείδαντες, Apheidantes）[1]。

テゲアはホメロスの叙事詩『イリアス』の軍船表で言及されており、おそらく初期のアルカディアで特に有名だった。ヘロドトスはエケモス王がヘラクレスの息子ヒュロスを一撃で倒して以来、テゲアは軍事国家としての特権と名声を得ていたと伝えている。

### 古代
テゲア人はスパルタがアルカディアに支配権を拡大しようとしたとき、長期にわたって抵抗した。スパルタ王カリラオスは勝利を約束するかに見えた神託に惑わされ、テゲアに侵攻して敗北しただけでなく、生き残った部下とともに捕虜となった。2世紀以上のち、レオンとアガシクレスの治世下でスパルタは再びテゲア侵攻に失敗した。しかし次のアナクサンドリデスの時代に、神託に従ってオレステースの骨をテゲアから持ち帰ったスパルタ人は戦争でテゲアを破り、スパルタの優位性を認めるように強制した（紀元前560年頃）。こうしてアルカディアでのスパルタの覇権に対するテゲアの闘争は終わり、スパルタ中心のペロポネソス同盟の最も初期のメンバーとして、何らかの形で協力することを余儀なくされた。
しかし、テゲアは独立を維持する反面、軍事力はスパルタに任せられた。ペルシア戦争ではペロポネソス半島の第2の軍事大国として登場し、同盟軍の左翼を占める名誉を持っていた。テゲアはテルモピュライの戦いで500の兵で、プラタイアの戦いでは3000の兵で戦った。部隊の半分は重装歩兵であり、半分は軽武装部隊であった。遠方に国家の全戦力を投入することは普通はなかったため、ウィリアム・スミスとヘンリー・フィンズ・クリントンはこのときの兵力をテゲアの軍事力の4分の3以下と推定した。ここからテゲアの全兵力は4000、全自由民の人口は約17,400であったと考えられる。
プラタイアの戦いの直後に、テゲアは再びスパルタと戦争をしたが、その原因は知られていない。テゲアは前479年から前464年の間にスパルタと2度戦い、いずれも敗北した。一度目はアルゴス人と、二度目はマイナリア地区のディパイアのマンティネイア人を除く他のアルカディア人とともに戦った。この時代もその後も、テゲアとそのアテナ・アレア神殿はスパルタにとって不快な者たちが頻繁に避難する場所であった。ここへは、予言者ヘゲシストラトス、エウリュポン家出身のスパルタ王レオテュキデス、アギス家出身のスパルタ王パウサニアスが逃亡した。
ペロポネソス戦争ではテゲアはスパルタの強固な同盟国であり、彼らが貴族政を保持していること、そして彼らと頻繁に戦っていた近隣の民主政の都市国家マンティネイアに対する警戒心から忠実なままであった。かくして、テゲアは前421年にスパルタと結んだ同盟にアルゴスが加わることを拒否しただけでなく、前418年のスパルタのアルゴス遠征に加わった（アルゴスは歴史時代には民主制の国家となっていた）。また前394年のコリントス戦争でもスパルタ陣営で戦った。アテナ・アレア神殿は同じ年に焼失したがパロスのスコパスの設計によって、主要部をなすペディメントのカリュドンの猪狩りのレリーフとともに壮麗に再建された。しかしレウクトラの戦い（前371年）の後、テゲアにおけるスパルタ派は追放され、メガロポリスの創建とアルカディア同盟の形成により、アルカディア地方の諸都市と手を結んだ。数年後、マンティネイアがアルカディア同盟と対立し、古い敵スパルタと手を結んだとき、テゲアは同盟に忠実であり、前362年のマンティネイアの戦いでエパメイノンダスの下でスパルタと戦った。

後期のテゲアはアイトリア同盟に加わったが、クレオメネス3世がスパルタの王位に就くとすぐにマンティネイアとオルコメノスとともにスパルタと同盟を結んだ。その結果、テゲアはスパルタとアカイア人との敵対関係に関与することになり、クレオメネス戦争と呼ばれるマケドニアを巻き込んだ戦争で、アンティゴノス3世ドソンによって略奪されたのち、前222年にアカイア同盟に併合された。前218年、テゲアはアクロポリスを除く都市全体の所有権を獲得したスパルタ王リュクルゴスに攻撃された。その後、スパルタの僭主マカニダスの手に落ちたが、前207年のマンティネイアの戦いでマカニダスがメガロポリスのフィロポイメンに討たれたのちアカイア人によって再建された。ストラボンの時代には、テゲアはアルカディア地方で唯一住民がいた都市であった。しかしパウサニアスの時代には依然として重要な場所であり、公共の建物について詳細な説明をしている。彼が見た「墓」は創建者の英雄廟である。
アテナ・アレア神殿のある古代テゲアは古代ギリシアの重要な宗教の中心地だった。伝承によると聖域はアレオス王によって造営された。幾何学およびアルカイック期に奉納されたブロンズ像は馬と鹿の形をしている。
都市はローマ帝国のもとで市民生活を維持した。生き残ったテゲアは西暦395年から396年にかけてゴート族に略奪された。ローマの詩人は神話の登場人物を歌う際に「アルカディアの」に相当する形容詞「テゲアの」（Tegĕēus または Tegeaeus）を用いている。パーン（ウェルギリウス『農耕詩』1巻18行）、リュカオンの娘カリスト（オウィディウス『アルス・アマトリア』2巻55行、『祭暦』2巻167行）、アタランテ（オウィディウス『 変身物語』8巻317行、380行）、カルメンタ（オウィディウス『祭暦』1巻627行）、メルクリウス（スタティウス『シルウァエ』1巻54行）。

### 中世
中世では不明瞭なプロセスを経て、テゲアは10世紀までにアミュクリオン（Amyklion, 後にアミュクリ Amykli とニクリ Nikli と略された）と呼ばれた。1082年にラケダイモンのメトロポリスの属主教であるアミクライ主教管区の中心地となった。1206年から1209年、ニクリとアルカディア地方の残りの部分は十字軍によって占領され、すぐにペロポネソス半島の大部分を占めるようになる新しいフランス王国のアカイア公国の一部となった。『モレア年代記』はニクリを十字軍の包囲攻撃の後にのみ陥落した、重要かつ要塞化された場所として描いている。それは世俗的な男爵領の中心地となり、ローマカトリックの司教が主教管区に設置された。ニクリは1280年にまだフランク人の手にあったが、1302年までに復活したビザンティン帝国に敗れ、正教会の聖職者の地元の管区も復活した。

## 考古学

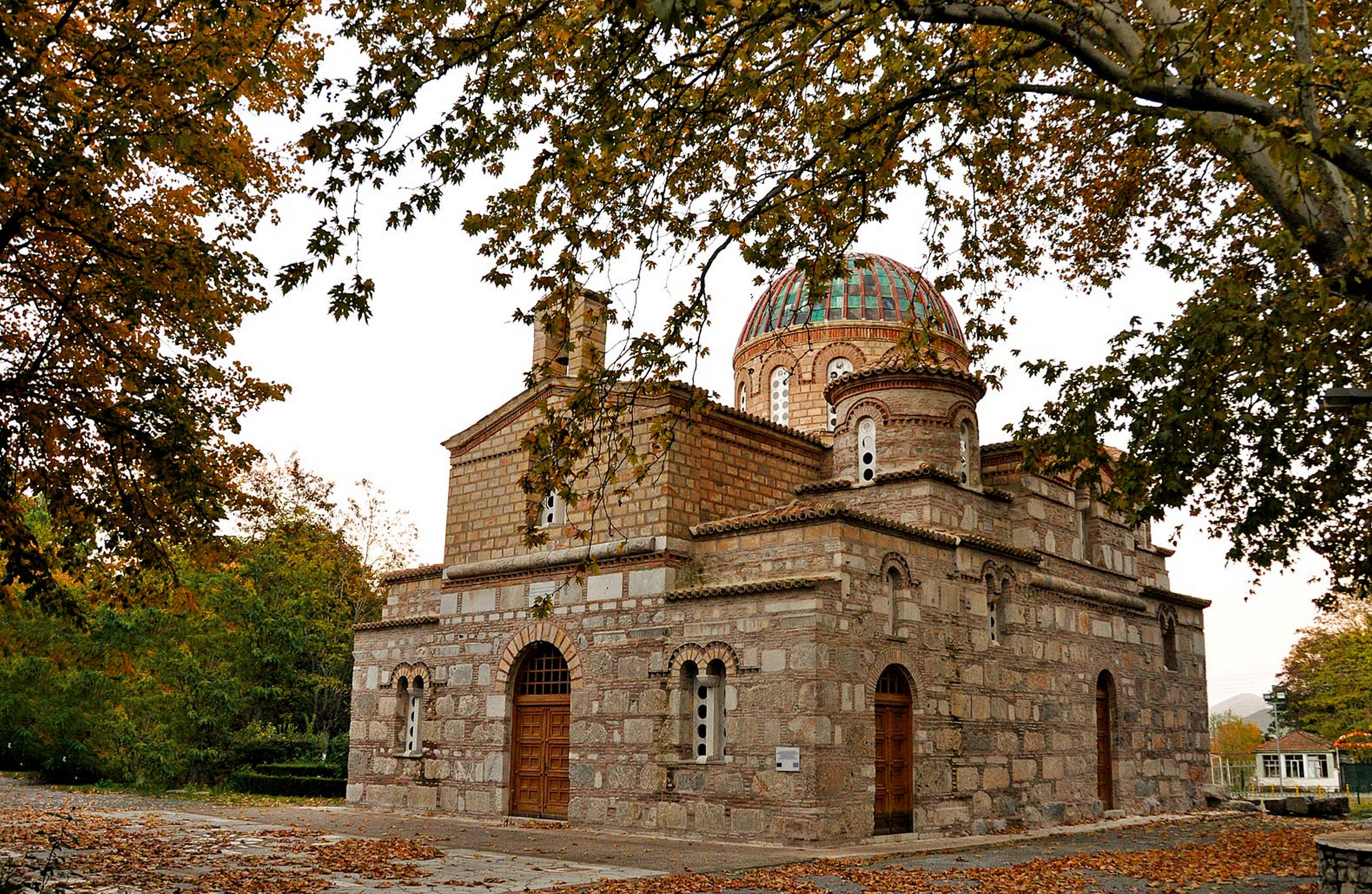
エピスコピのテゲア主教区教会。

1879年のアーサー・ミルヒョーファーの発掘以前から、パウサニアスの記述によってアテナ・アレア神殿が近くにあることはわかっていた。この聖域は部分的にハギオス・ニコラオス教会と重なっていた。聖域内に点在する多数のドリス式ドラムから、かなりの規模の神殿であったことが分かる。マックス・トレウ（Max Treu）は同時に遺跡で見つかったいくつかの彫刻はスコパスの様式であり、スコパスによって再建された神殿のペディメントからしか入手できないことを立証した。これらの2点から位置の特定はきわめて容易だった。
1882年、ウィルヘルム・デルプフェルトは遺跡の一部を発掘したが、1900年以降、神殿全体を発掘したのはアテネ・フランス学院だった。1900年から1902年にかけてメンデル（Mendel）は家屋で覆われた南西の隅を除く神殿全体の姿を明らかにし、考古学者コンスタンティノス・ロマイオス（Konstantinos Romaios）は1909年に遺跡全体の発掘を完了した。さらに1910年、アテネ・フランス学院から遺跡の公開を依頼されたシャルル・ドゥガは詳細な発掘を行った。
最近の発掘調査はアテネのノルウェー研究所（Norwegian Institute at Athens）によって、E・オストビー（E. Oestby）の指揮の下で実施された（1990年-1994年）。
発掘の成果は主にテゲア考古学博物館やトリポリ考古学博物館で展示されている。特にテゲア考古学博物館はアテナ・アレア神殿に由来するスコパスのコレクションを形成している。

## 現在のテゲア
古代テゲアは現在、アレアの近代的な村（1915年以前はピアリと呼ばれていた）の内にある。アレアはトリポリの南東約10キロに位置する。テゲアの自治体はスタディオ（Stadio）に拠点を置き、次のコミュニティに分割されている。
| - アレア（Alea） - エピスコピ（Episkopi） - ガリア（Garea） - カマリ（Kamari） - カンダロス（Kandalos） - ケラシツァ（Kerasitsa） - リソボウニア（Lithovounia） - マグーラ（Magoula） - マグーラ、 ジオカレイカ（Giokareika） - マンティレア（Manthyrea） | - マヴリキ（Mavriki） - プシリ・ヴリシ（Psili Vrysi） - プシリ・ヴリシ、ブザネイカ（Bouzaneika） - リゼス - スタディオ（Stadio） - スタディオ、アギオス・ソスティス（Agios Sostis）、アクラ（Akra） - ツィバス（Tzivas） - ヴーノ（Vouno） - ストリンゴス - ストリンゴス、デミリ（Demiri） |  |

## 人口
| 年   | 人口  |
| ---- | ----- |
| 1991 | 4,539 |
| 2001 | 3,858 |
| 2011 | 3,544 |

## テゲア出身の人物
- アレオス（神話時代）
- エケモス（神話時代）
- テレポス（神話時代）
- ケペウス（神話時代）
- テゲアのアリスタルコス（前5世紀頃）
- テゲアのアニュテ（前3世紀頃）
- グリゴリス・ランブラキス（1912年-1963年）

## ギャラリー

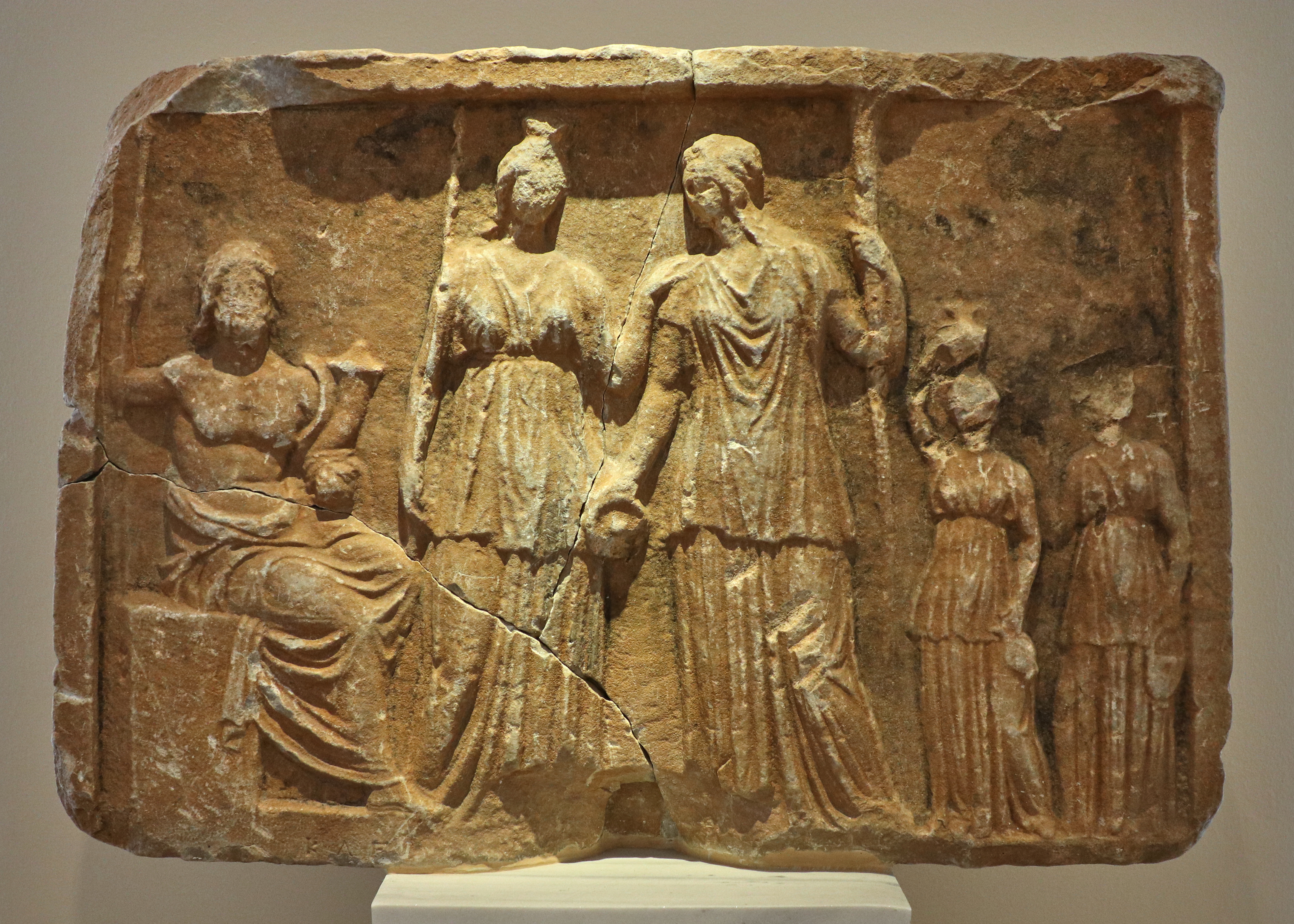
前4世紀から3世紀頃のハデス、ペルセポネ、デメテルを彫刻したレリーフ。アテネ考古学博物館所蔵
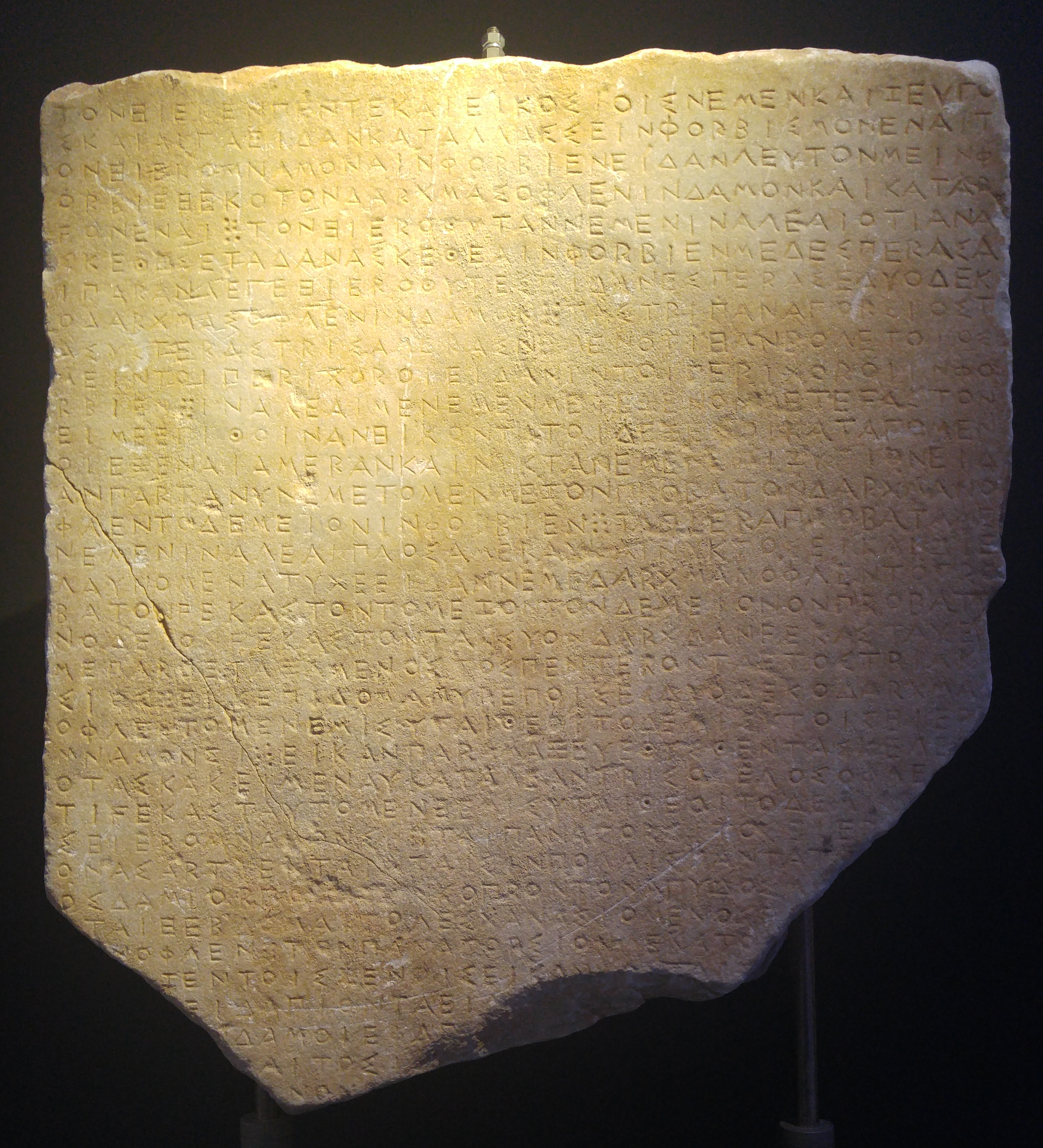
アテナ・アレア神殿跡から出土した神聖な法を記した碑文。テゲア考古学博物館所蔵
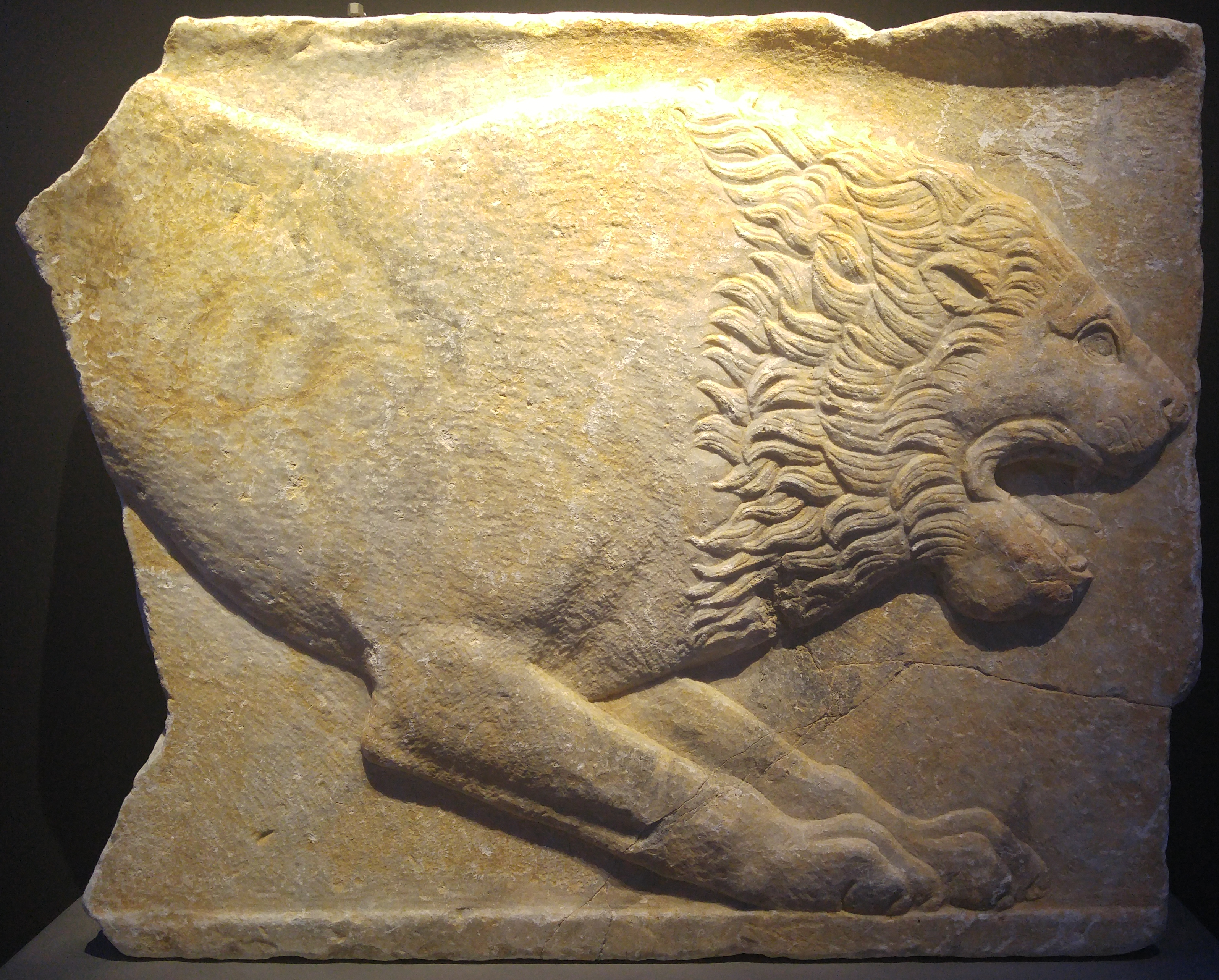
聖アギオス・イオアニス・プロヴァンティノス教会近くのマルマラ遺跡から出土したライオンのレリーフ。テゲア考古学博物館所蔵
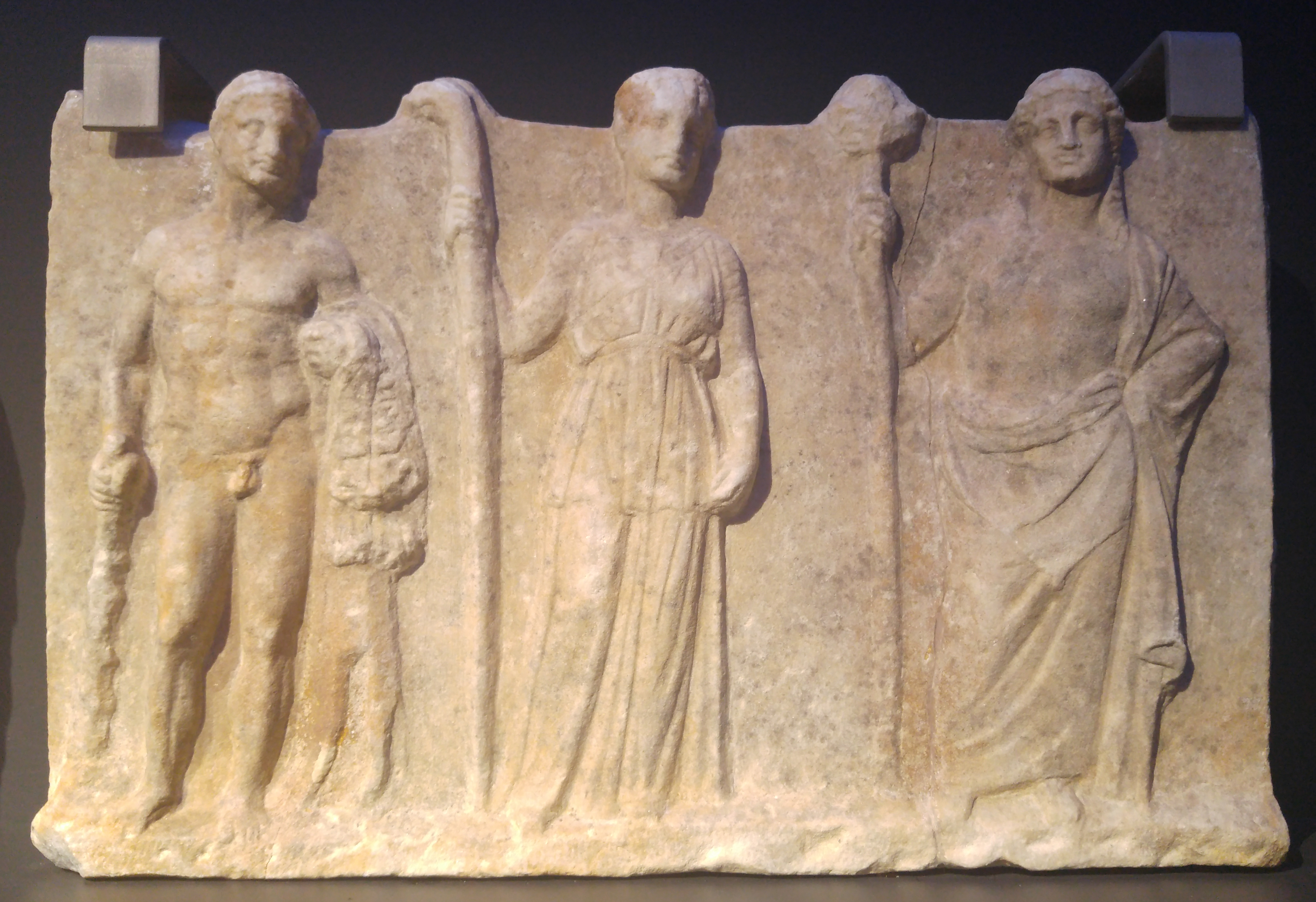
ディオニュソス、ヘラクレス、おそらくアルテミスのレリーフ。テゲア考古学博物館所蔵